# Nicolas Roeg
Nicolas Roeg (Londres, 15 d'agost de 1928 - Londres, 23 de novembre de 2018) fou un director de cinema i de fotografia anglès.
Influent director de culte britànic que utilitza el flashback i la tècnica de tall que subverteix el concepte de la narrativa lineal, films de viatges, bella fotografia.
Abans de dirigir, el cineasta britànic Nicolàs Roeg havia passat ja molt de temps darrere una càmera, treballà com a director de fotografia de films destacats dels anys seixanta, com La mascara de la mort roja (1964), de Roger Corman, Fahrenheit 451 (1966), de François Truffaut, i Petulia (1967), de Richard Lester.
La seva primera obra com a director, Performance (1970), codirigida amb l'artista Donald Cammell, mostrava ja llurs qualitats. La pel·lícula interpretada pel cantant Mick Jagger, és una autèntica definició de la contracultura, amb un contingut polèmic sobre la decadència d'una estrella del rock. Warner Bros preocupada pel sexe i la violència del film, retardà durant dos anys l'estrena del film.
A continuació rodà Walkabout (1971), sobre una noia i el seu germà perduts en l'interior d'Austràlia. Després vingué la impressionant pel·lícula de terror Amenaça a l'ombra (1973), on Donald Sutherland i Julie Christie interpreten un matrimoni que treballa a Venècia, enfrontat a la mort de la seva filla, ofegada per accident. Els estremidors temes d'aquests films contrasten sovint amb llur bellesa. En ambdós casos, la fotografia és del mateix Roeg.
En The Man Who Fell to Earth (1976) i apareix una altra estrella del rock, David Bowie, com un alienígen que intenta comprendre la cultura humana i salvar el planeta. Després, els treballs de Roeg es tornaren encara més excèntrics. A aquests anys pertanyen Entrebancs (1980), Els genis prefereixen les rosses (1985) i Eureka (1984); la segona proporcionà certa tardana notorietat a la seva carrera.
En els anys noranta, la seva obra es tornà més irregular i es qüestionà la seva habilitat per atraure al públic. Malgrat tot, Roeg ha seguit treballant en nombrosos projectes per la TV i el cinema.

## Filmografia principal

### Com a director
- Feina ben feta (Performance), amb Donald Cammell (1970)
- Walkabout (1971)
- Amenaça a l'ombra (Don't Look Now) (1973)
- L'home que va caure a la Terra  (The Man Who Fell to Earth) (1976)
- Contratemps (Bad Timing) (1980)
- Eureka (1984)
- Els genis prefereixen les rosses (Insignificance) (1985)
- Robinson ocasional (Castaway) (1986)
- Aria, amb altres 10 directors (1987)
- Ruta 29 (Track 29) (1988)
- Sweet Bird of Youth (TV) (1989)
- La maledicció de les bruixes (The Witches) (1990)
- Cold Heaven (1991)
- Heart of Darkness (TV) (1994)
- Hotel Paradise (1995)
- Two Deaths (1995)
- Full Body Massage (TV) (1995)
- Samson and Delilah (TV) (1996)
- Puffball (2007)

### Com a director de fotografia
- The Masque of the Red Death (1964)
- Nothing But the Best (1964)
- Doctor Givago (Doctor Zhivago) (1965) (algunes escenes, però no surt acreditat)
- Fahrenheit 451 (1966)
- Golfus de Roma (1966)
- Casino Royale (1967)
- Lluny del brogit mundà (Far from the Madding Crowd) (1967)
- Petulia (1968)
- Feina ben feta (Performance) (1970)
- Walkabout (1971)

## Premis i nominacions
Ha estat dos cops nominat al BAFTA a la millor fotografia i un al de millor direcció.